# Szczoteczka do zębów

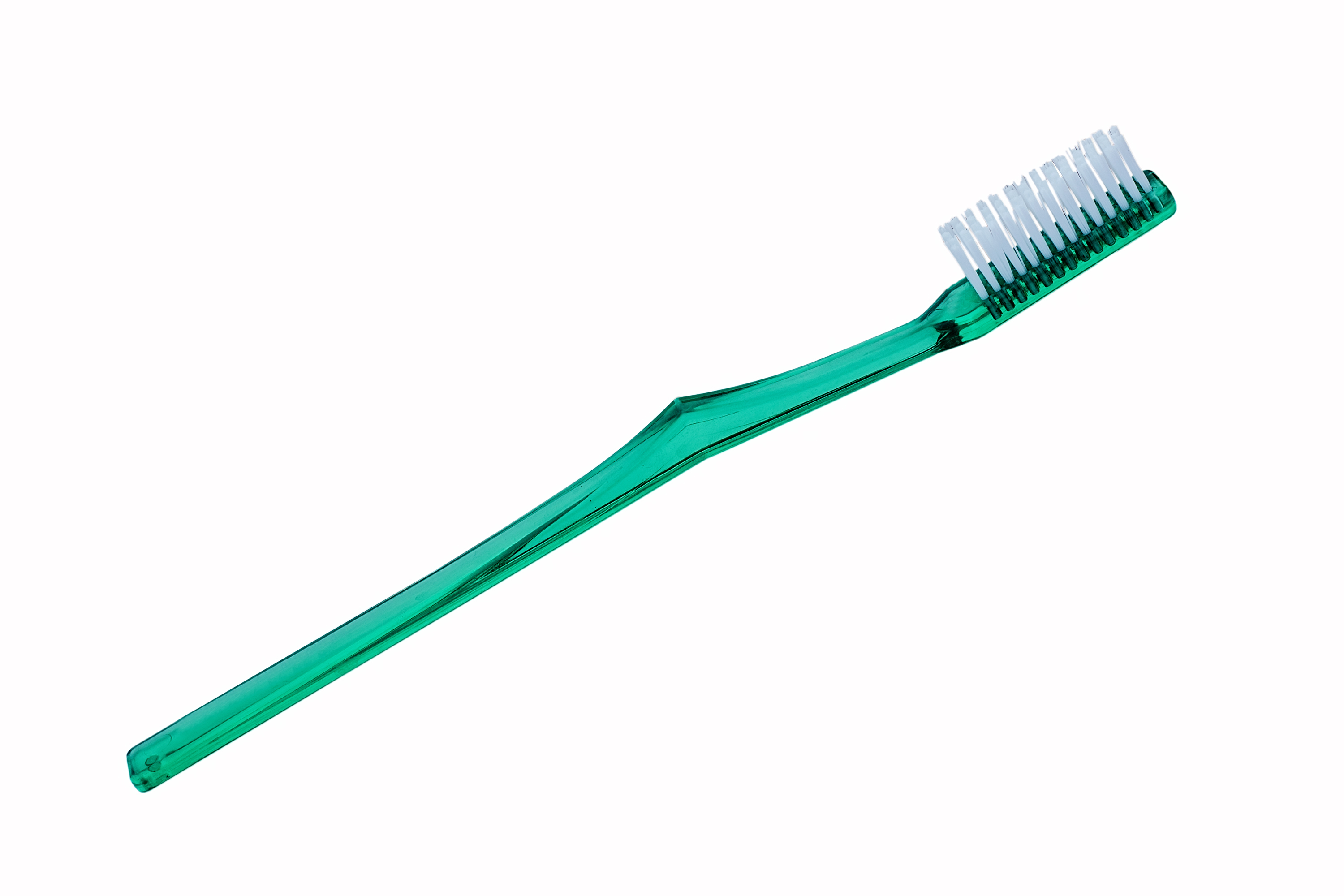
Zwykła szczoteczka do zębów

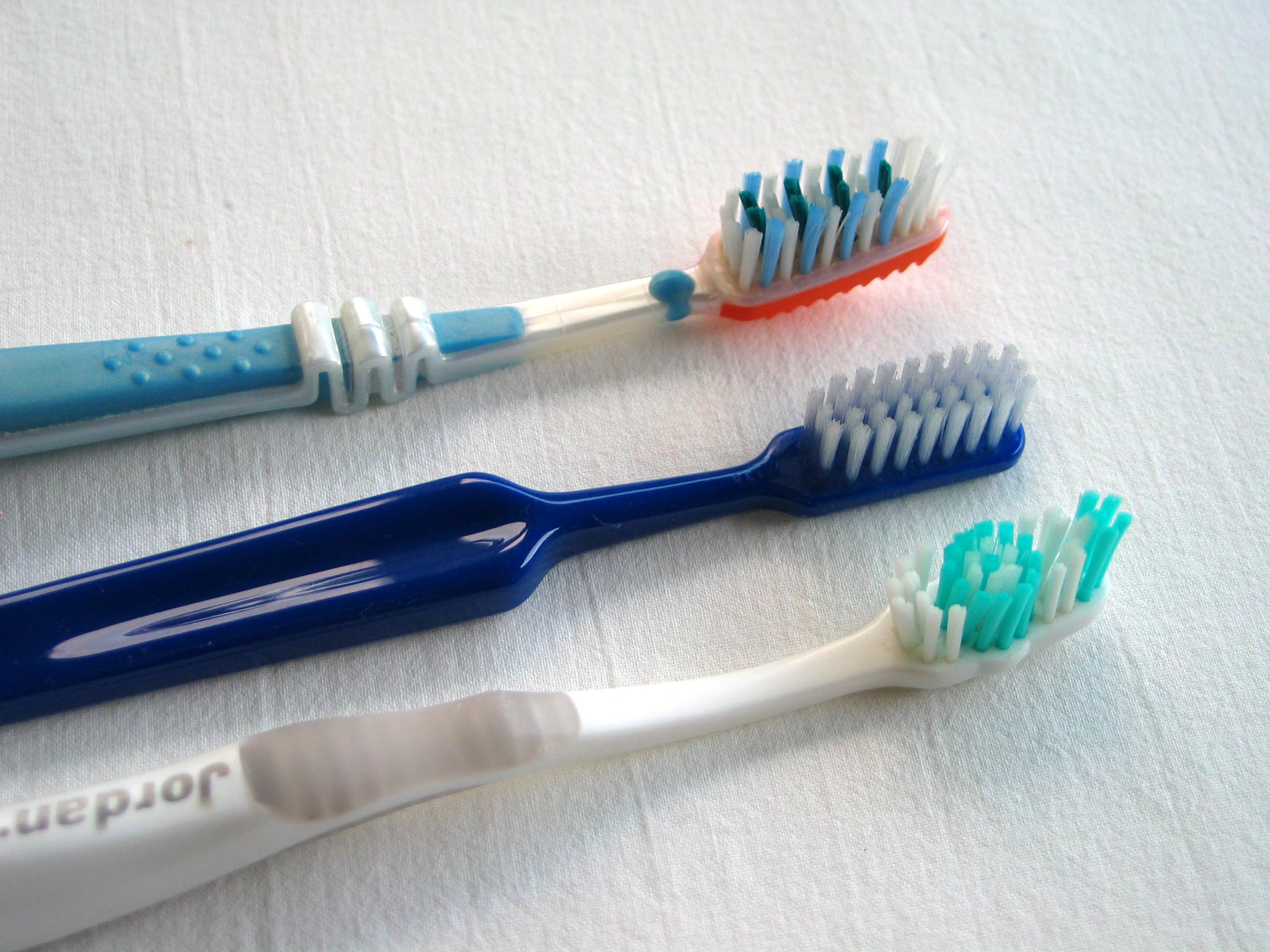
Szczoteczki do zębów

Szczoteczka do zębów – przedmiot, który wraz z pastą do zębów używany jest do utrzymania czystości zębów i jamy ustnej. Służy do rozprowadzania pasty po czyszczonej powierzchni, usuwania resztek pokarmowych i osadu poprzez pocieranie nią o zęby i tkankę miękką, w tym język i dziąsła.
Oprócz klasycznych szczoteczek do zębów popularne stają się też tzw. elektryczne szczoteczki do zębów, wyposażone w silniczek elektryczny wprawiający główkę szczoteczki (najczęściej okrągłą) w ruch oscylacyjno-obrotowy celem efektywniejszego mycia zębów.
Zgodnie z metaanalizą z 2012 roku szczoteczką najefektywniej usuwającą płytkę nazębną i przeciwdziałającą zapaleniu dziąseł jest szczoteczka jonowa.

## Historia

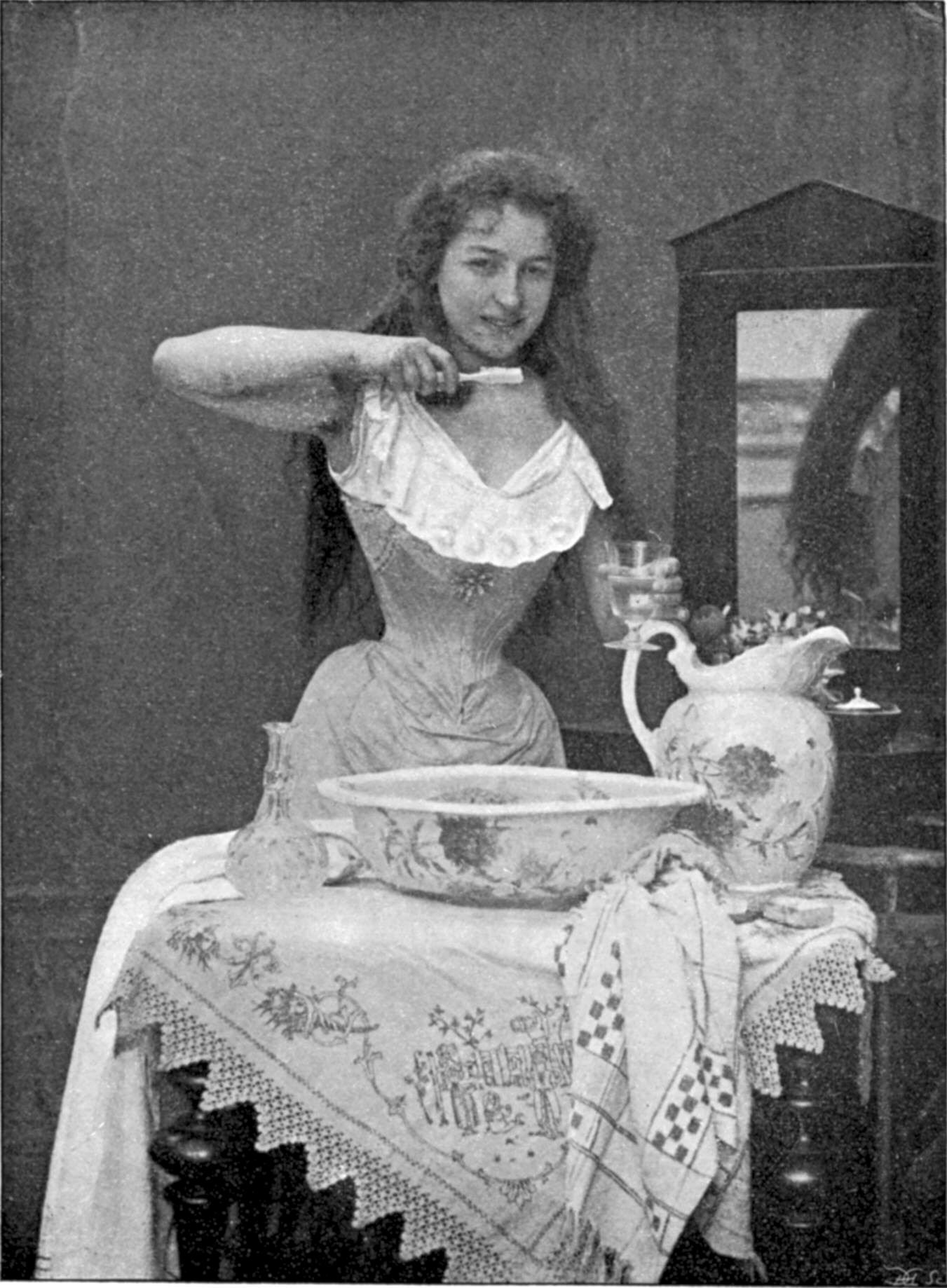
Zdjęcie z 1899 r. przedstawiające użycie ówczesnej szczoteczki do zębów

Od wieków ludzie używali różnych metod w celu utrzymywania higieny jamy ustnej. Jest to potwierdzone poprzez liczne wykopaliska archeologiczne, w których znaleziono takie narzędzia jak: gałązki drzew, wykałaczki, nici lniane, pióra ptasie, ości rybie, itd.
Przyjmuje się, że pierwsza szczoteczka do zębów została wynaleziona w Chinach około roku 1498. W krajach arabskich używano narzędzia o nazwie miswak lub siwak wykonanego z gałązek lub korzeni roślin wykazujących własności bakteriobójcze. Popularne było również pocieranie zębów kredą lub sodą oczyszczoną.
Najprawdopodobniej pierwszą szczoteczkę do zębów produkowaną masowo stworzył w 1780 roku William Addis z Anglii.
Pierwszy patent na szczoteczkę do zębów przyznano w roku 1857 Hiramowi Nicholsowi Wadsworthowi ze Stanów Zjednoczonych, ale produkcja masowa została rozpoczęta w 1885. Konstrukcja produkowanej szczoteczki była dość skomplikowana: rączka wykonana była z kości w której wywiercono dużą liczbę otworków, w których z kolei umieszczono sierść niedźwiedzia. (Nie było to jednak najlepsze rozwiązanie, ponieważ sierść zawierała bakterie, nie schła zbyt dobrze, a pojedyncze włosy często wypadały).
Dlatego też, naturalne włosie zwierzęce zostało zastąpione materiałami syntetycznymi (zazwyczaj nylonem) – pierwsza taka szczoteczka została udostępniona do sprzedaży 24 lutego 1938.
Od 1 stycznia 1934 Wojsko Polskie zaopatrywało się w szczoteczki dla szeregowych wyłącznie w  Państwowej Wytwórni Prochu w Pionkach koło Radomia, w cenie 25 groszy za sztukę

## Twardość włosia
Biorąc pod uwagę średnicę włosia rozróżniamy następujące twardości szczoteczek do zębów:
- twarda (0,25-0,30 mm),
- średnio-twarda (0,20-0,25 mm),
- miękka (0,18-0,20 mm),
- szczoteczka do implantów (0,08-0,12 mm).

## Szczotkowanie zębów

Kierunek szczotkowania zębów powinien być jedną ciągłą linią aby nie zapomnieć umyć wszystkich zębów; zaczyna się na powierzchniach językowych/podniebiennych zębów, gdyż te są trudniejsze do oczyszczenia i ręką zmęczoną uprzednim szczotkowaniem powierzchni przedsionkowych byłoby je trudniej umyć.

Zaleca się używanie szczoteczek z włosiem co najwyżej średnio-twardym, gdyż używanie twardszych szczoteczek może przyczynić się do krwawień dziąseł czy nawet recesji.

### Metody szczotkowania zębów
Wyróżniono następujące metody szczotkowania zębów szczoteczką tradycyjną:
- metoda roll (wymiatająca) – po przyłożeniu szczoteczki do brzegu dziąsła włosiem pod kątem 45° ruchy obrotowo-wymiatające w stronę szczytu korony zęba; stosowana przy zdrowym przyzębiu lub przy lekkich stanach zapalnych; nie czyści rowka dziąsłowego[5];
- metody wibracyjne:
  - metoda Stillmana – stosowana przy recesji; sposób podobny jak w metodzie roll, jednak rozpoczyna się ruchami poziomymi wibrującymi przesuwając szczoteczkę z dziąsła na koronę zęba, ruch zakończony wymiataniem[5];
  - metoda Bassa – początkowe ułożenie szczoteczki ma zapewnić wniknięcie włosia do szczeliny dziąsłowej; ruchy poziome delikatnie czyszczące szczelinę dziąsłową (20-30 ruchów) zakończone wymiataniem (cały schemat 4-5× dla danej grupy zębów); użycie jedynie szczoteczek wielopęczkowych miękkich[5];
  - metoda Chartersa – ruchy poziome z włosiem skierowanym do powierzchni żującej zęba, nachylonym do jego powierzchni pod kątem 45° (brak nachylenia na powierzchni żującej) – ok. 10 ruchów dla danej grupy zębowej; powoduje masaż dziąsła boczną częścią włosia[5];
- metoda okrężna Fonesa – jedynie dla małych dzieci i osób upośledzonych, nie będących w stanie nauczyć się i używać pozostałych (bardziej skomplikowanych) metod[5];
- metoda pozioma – do powierzchni żujących zębów bocznych oraz brzegów siecznych;
- metoda pionowa – do powierzchni językowych i podniebiennych zębów przednich.

## Jednorazowe szczoteczki
Od niedawna na rynku pojawiły się jednorazowe szczoteczki do zębów z porcją pasty.

## Szczoteczki elektryczne

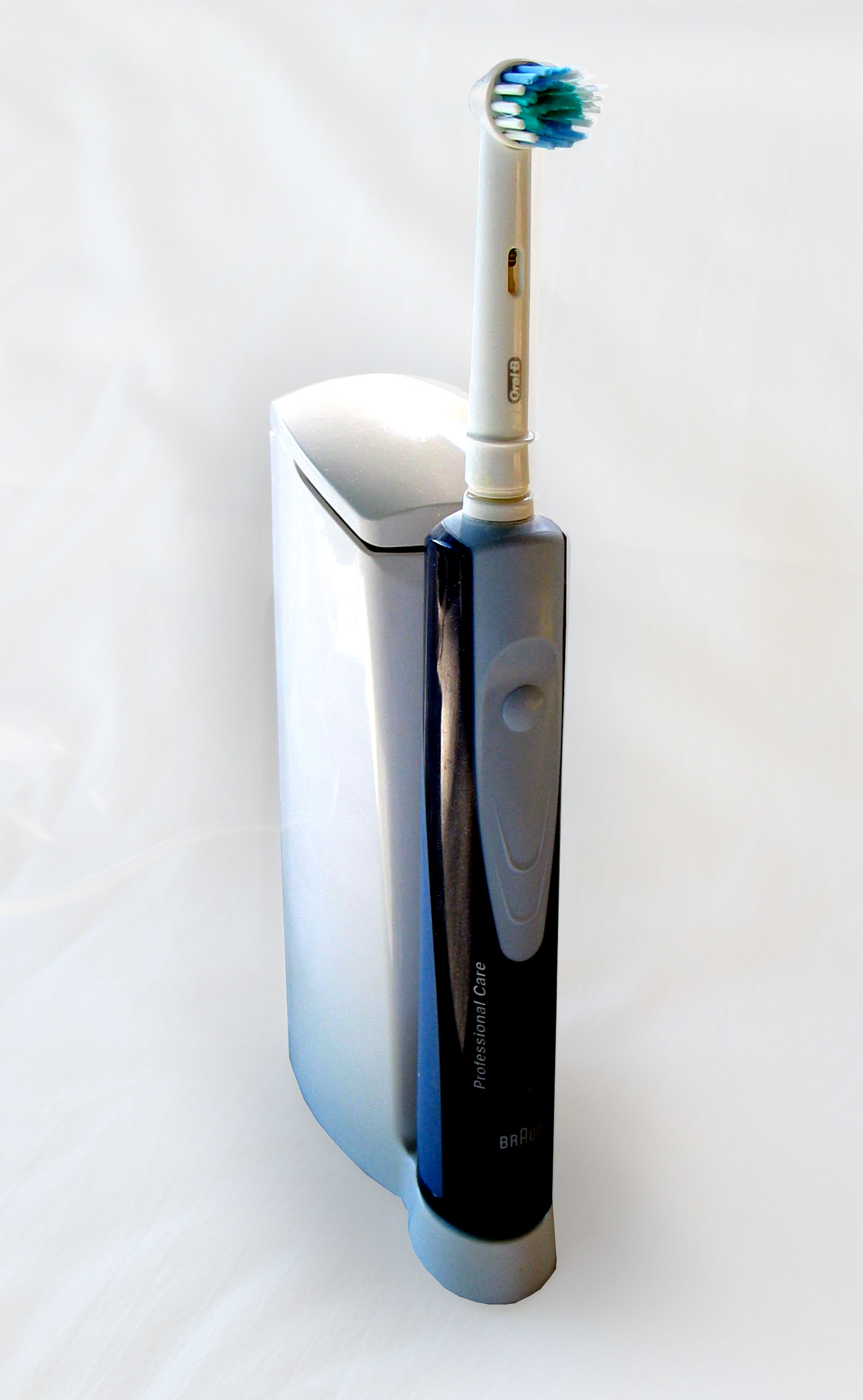
Elektryczna szczoteczka do zębów (z widoczną ładowarką)

Pierwsza elektryczna szczoteczka do zębów została wynaleziona w 1939 roku w Szwajcarii, ale w produkcji seryjnej (pod nazwą Broxodent, firma Squibb) pojawiła się dopiero po roku 1960 w USA. W roku 1961 General Electric wprowadził szczoteczkę z bezprzewodową ładowarką. Końcówka szczoteczki wykonywała ruchy posuwisto-zwrotne.
W 1987 w sprzedaży pojawiła się pierwsza szczoteczka (o nazwie Interplak) z obrotową końcówką. Obecnie istnieje bardzo wiele modeli szczoteczek elektrycznych z różnymi konstrukcjami.

### Ładowanie szczoteczki elektrycznej
Z uwagi na fakt, że w środku znajduje się silniczek elektryczny woda nie może się dostać do wnętrza szczoteczki – dlatego też obudowa szczoteczki jest hermetycznie zamknięta. Do ładowania nie są używane żadne zewnętrzne kontakty metalowe – przekazywanie energii odbywa się na zasadzie indukcji elektromagnetycznej, podobnie jak ma to miejsce w transformatorze.